# زندگی جنون‌آمیز
زندگی جنون‌آمیز (اسپانیایی: Vida loca‎) یک مجموعهٔ تلویزیونی اسپانیایی است که در سال ۲۰۱۱ از شبکهٔ تله‌سینکو پخش شد.

## بازیگران
- تونی کانتو
- استر آرویو
- میگل آنخل مونیوز
- لولیتا فلورس
- سوسانا آبایتوا
- خورخه خورادو
- خاویر تولوسا